# Torneo masculino de voleibol en los Juegos Bolivarianos de 2013
El torneo de voleibol masculino fue una disciplina deportiva en los XVII Juegos Bolivarianos de 2013.

## Equipos participantes
| Equipos participantes | Equipos participantes | Equipos participantes |
| --------------------- | --------------------- | --------------------- |
| Bolivia               | Chile                 | Colombia              |
| Ecuador               | Perú                  | Venezuela             |

## Partidos
| Fecha    | Encuentro            | Resultado | Set   | Set   | Set   | Set   | Set   | Puntuación total |
| Fecha    | Encuentro            | Resultado | 1     | 2     | 3     | 4     | 5     | Puntuación total |
| -------- | -------------------- | --------- | ----- | ----- | ----- | ----- | ----- | ---------------- |
| 17-11-13 | Perú - Chile         | 0-3       | 23-25 | 22-25 | 16-25 |       |       | 61-75            |
| 17-11-13 | Colombia - Ecuador   | 3-1       | 25-15 | 24-26 | 25-19 | 25-19 |       | 99-79            |
| 17-11-13 | Venezuela - Bolivia  | 3-0       | 25-15 | 25-12 | 25-20 |       |       | 75-47            |
| 18-11-13 | Perú - Venezuela     | 0-3       | 22-25 | 22-25 | 14-25 |       |       | 58-75            |
| 18-11-13 | Bolivia - Colombia   | 1-3       | 20-25 | 10-25 | 25-18 | 11-25 |       | 66-93            |
| 18-11-13 | Ecuador - Chile      | 0-3       | 14-25 | 21-25 | 16-25 |       |       | 51-75            |
| 19-11-13 | Bolivia - Ecuador    | 0-3       | 21-25 | 18-25 | 23-25 |       |       | 62-75            |
| 19-11-13 | Venezuela - Chile    | 1-3       | 25-21 | 16-25 | 18-25 | 17-25 |       | 76-96            |
| 19-11-13 | Perú - Colombia      | 1-3       | 25-17 | 22-25 | 20-25 | 17-25 |       | 84-92            |
| 20-11-13 | Perú - Bolivia       | 3-0       | 25-21 | 25-21 | 25-15 |       |       | 75-57            |
| 20-11-13 | Ecuador - Venezuela  | 0-3       | 13-25 | 17-25 | 19-25 |       |       | 49-75            |
| 20-11-13 | Chile - Colombia     | 3-2       | 24-26 | 20-25 | 25-16 | 25-22 | 15-11 | 109-100          |
| 21-11-13 | Colombia - Venezuela | 0-3       | 22-25 | 19-25 | 22-25 |       |       | 63-75            |
| 21-11-13 | Chile - Bolivia      | 3-0       | 25-20 | 25-10 | 25-12 |       |       | 75-42            |
| 21-11-13 | Perú - Ecuador       | 3-1       | 25-15 | 27-29 | 25-15 | 25-15 |       | 102-74           |

### Clasificación
| Pos | Equipo    | PJ | PG | PP | SG | SP | PA  | PP  |
| --- | --------- | -- | -- | -- | -- | -- | --- | --- |
| 1   | Chile     | 5  | 5  | 0  | 15 | 3  | 433 | 330 |
| 2   | Venezuela | 5  | 4  | 1  | 13 | 3  | 376 | 313 |
| 3   | Colombia  | 5  | 3  | 2  | 11 | 9  | 447 | 416 |
| 4   | Perú      | 5  | 2  | 3  | 7  | 10 | 380 | 373 |
| 5   | Ecuador   | 5  | 1  | 4  | 5  | 12 | 328 | 413 |
| 6   | Bolivia   | 5  | 0  | 5  | 1  | 15 | 274 | 393 |

## Medallero
| Evento    | Oro   | Plata     | Bronce   |
| --------- | ----- | --------- | -------- |
| Masculino | Chile | Venezuela | Colombia |